# Delaware
Delaware (IPA: [ˈdɛləwɛɹ] kiejtéseⓘ) az Egyesült Államok 13 alapító államának egyike. Gyakran nevezik „Első Államnak” (angolul First State), mert itt ratifikálták elsőként az ország alkotmányát.

## Földrajz
A Delmarva-félsziget északkeleti részén, a Delaware-öböl nyugati partján fekszik. A második legkisebb területű szövetségi állam, területe csupán 6452 km², alig nagyobb, mint Pest vármegye.
Szomszédai északon Pennsylvania, keleten New Jersey, délen és nyugaton Maryland.

## Története

### Őslakói
Az első európai bevándorlók előtt a Delaware folyó völgyét egy, az algonkin nyelvcsaládba tartozó nyelvet beszélő indián törzs lakta. Magukat lenni-lenape-nak nevezték, ami „igazi emberek”-et vagy „valódi emberek”-et jelent. A többi őshonos amerikai csoporttól a  „nagyapák” titulust kapták annak jeleként, hogy már hosszú ideje éltek a völgyben. Vadászatból, halászatból és mezőgazdaságból éltek; fő terményeik a kukorica, a bab és a tök voltak. Az európai telepesek delavároknak vagy delavár indiánoknak nevezték el őket.
A lenni-lenape-ok három nagy csoportból álló konföderációban éltek; területük New York állam déli részétől a mai Delaware északi részéig terjedt – ezt déli csoportjuk foglalta el. Az állam délnyugati részén, a Nanticoke folyó mentén egy nantikóknak nevezett rokon nép élt. Alkalmanként a Delaware folyó mentén  prémekkel, szőrmékkel kereskedtek a Pennsylvania belsejéből érkező, egy irokéz nyelven beszélő  harcias törzzsel.

### 17. század

#### Holland expedíciók és telepedés
Az első európai felfedezők holland és angol kereskedők voltak. A Delaware-öblöt Henry Hudson angol fedezte fel 1609-ben – őt a Holland Kelet-indiai Társaság bízta meg azzal, hogy találja meg a legendás Északnyugati átjárót Észak-Amerikán át a Csendes-óceánhoz. Ennek ellenére nem ő kutatta fel. A következő évben Samuel Argall kapitány Thomas Westnek, Virginia kormányzójának tisztelegve az öböl egy nyugati partszakaszának a Cape De La Warr nevet adta.
1614 és 1620 között számos holland hajó kutatta a Delaware folyót és partvidékét. 1624-ben Holland Nyugat-indiai Társaság a Delaware völgye és a Hudson-folyó völgye közötti területen megalapította Új-Hollandia (Nieuw Nederland) gyarmatot. A társaság arra bátorította az üzletembereket, hogy vásároljanak fel földeket az őshonos amerikai lakosoktól, és az ilyen földeken lehetnek patrónusok vagy alakíthatnak uradalmakat, ha hoznak telepeseket. Egy csoport kereskedő megvásárolta a földet Bombay Hook és Cape Henlopen között, és 1631-ben megépítették Swaanendaelt, az első európai települést Delaware-ben, a mai Lewes területén. Az őshonos amerikaiak egy éven belül lerombolták a települést és megölték a telepeseket. Ez volt Delaware-ben az egyetlen ilyen, fehérek elleni támadás – nem tudni, hogy melyik törzs követte el.

#### Új-Svédország

Új-Svédország

Új-Svédország megalapításával Peter Minuit – aki arról híres, hogy megvásárolta Manhattant csecsebecsékért, 24 $ értékben –, vitte az első végleges európai telepeseket Delaware-be. Minuit a Delaware folyó torkolatánál alapította Új-Svédországot 1638-ban.
A Holland Nyugat-indiai Társaságot inkább érdekelte a kereskedelem mint a gyarmatosítás – eközben a társaság sok tagja felajánlotta gyarmatosító szolgálatait a svéd királyságnak. Az egyikük Peter Minuit, Új-Hollandia volt főigazgatója vezette a svéd kutatást, és megalapította az első végleges települést Delaware-ben. 1638 márciusában az expedíció egy megerősített kereskedelmi ügynökséget hozott létre a mai Wilmington területén, amely a Fort Christina nevet kapta a Krisztina svéd királynő tiszteletére. Minuit bebiztosított egy okiratot az őshonos amerikaiaktól a Bombay Hooktól egészen a Schuylkill folyóig terjedő földre, amely most a Delaware-be ömlik bele, ahol a mai Philadelphia van. A területet Új-Svédországnak nevezték. Az elkövetkezendő 17 évben több mint egy tucat expedíció érkezett Új-Svédországba, svéd, finn és holland telepesekkel, állatokkal, gabonával és szerszámokkal. További földeket vásároltak még a folyó mindkét oldalán. Johan Björnsson Printz (1643–1653) kormányzó vezetése alatt új erődök, házak, malmok és rakpartok épültek, bátorították a kereskedelmet az őslakosokkal.
A Holland Nyugat-indiai Társaság magának követelte Delaware területét, és 1651-ben megpróbálta hatalma alá keríteni. Peter Stuyvesant, Új-Hollandia kormányzója vezetésével, a hollandok megépítették Fort Casimir-t mai New Castle területén. A svédek 1654-ben bevették az erődöt, de a következő évben Stuyvesant visszatért Új-Svédországba még nagyobb erővel és az egész területet elfoglalta. Annak ellenére, hogy sok svéd maradt Delaware-ben, a svéd uralom Észak-Amerikában véget ért.
1656-ban a Holland Nyugat-Indiai Társaság pénzügyi nehézségei miatt eladta Fort Casimirt és a Christina folyó meg Bombay Hook közötti földet Amszterdamnak, Hollandiában. A település, amely Fort Casimir mellett nőtt fel az Új-Amstel nevet viselte, és a terület fővárosa lett. 1663-ig Amsterdam megvásárolt minden földet a Delaware-öböltől a Schuylkill folyóig.

#### Angol uralom
Az angolok, akik a hollandok vetélytársai voltak a kereskedelemben és gyarmatokon Észak-Amerika területén, számos háborút vívtak ellenük, 1652 és 1674 között. 1664-ben az angolok elfoglaltak minden Új Holland és Holland birtokot egészen a Delaware völgyig. Ez elindította a második angol–holland háborút, amelynek végkifejlete 1667-ben következett be, angol győzelemmel. Delaware-t bekebelezte az angol York herceg, és 18 évig kormányozta mint a birodalma részét, New Yorkot (azelőtt New Amsterdam). A holland, svéd és finn települők, akik állampolgári hűséget ígértek az angol királynak, megtarthatták a birtokaikat. Telepesek más angol gyarmatokból, mint Virginia, Maryland, New Jersey és New York, Delaware-be jöttek, így a gyarmat gyorsan nőtt.
A hollandok visszahódították az elvesztett területeiket a harmadik angol–holland háborúban, de a békeszerződésnek megfelelően kénytelenek voltak visszaadni nekik.

#### Delaware és William Penn
1681-ben, William Penn, egy angol kvéker birtokot kapott Észak-Amerikában II. Károly angol királytól. Ennek a földnek Pennsylvania volt a neve. Penn egy várost tervezett erre a földre, és a Philadelphia nevet adta neki – ez görögül annyit jelent, hogy „testvéri szeretet”. Talán a név találó volt, mert a föld megszerzése után nemsokára levelet írt az őslakos törzsfőnököknek, a barátságukat kérve. Azt állította nekik, hogy igen érzékenyen érintik azok a gonoszságok és igazságtalanságok, amiket telepesek műveltek az indiánokkal. Tőlük eltérően Penn békében kíván élni velük. Valóban, Penn rövid uralmát demokratikus időszakként tartják számon, és tényleg békében élt az őslakókkal.
1682-ben William Penn, kérelmezett egy direkt kijáratot  az óceánhoz. York hercege Pennek adta az összes földet, egy 19 km-es körzetben, (12 mérföld) New Castle-tól és Cape Henlopentől délre. A terület magában foglalja a mai Delaware nagy részét. Az átengedést hevesen ellenezte Charles Calvert, és Lord Baltimore, aki szintén igényelte a Delaware folyó menti földet a Maryland gyarmatának. Egy angol bíróság elutasította Baltimore igényét, de a végső vita a Maryland és Delaware közötti határvonalról csak 1769-ben oldódott meg.
1682 decemberében 3 delaware-i megye, amelyeket Penn alsó megyéknek nevezett, egyesült Pennsylvaniaval. Egy általános gyűlés kormányozta. Delaware-nek és Pennsylvaniának ugyanannyi képviselője volt a gyűlésben.
Penn egy békeszerződést kötött még abban az évben a delaware-i nemzettel. Nem voltak további összetűzések a delaware-i őslakosok és a fehérek között egészen a Francia Indián háborúig (1754-1763), amikor néhány delaware-i a franciák oldalára állt, mások Nagy-Britannia oldalára álltak (3 ország egyesülése, amit Anglia vezet), mások pedig semlegesek maradtak. Addigra, viszont a delaware-i őslakosok nyugat felé költöztek a fehér telepesek elől, a legtöbben Ohioba mentek. Ma szétszórt csoportokban élnek, Oklahomában és Ontarioban, Kanadában. Egy kevés maradékuk a Nanticoke-nak még mindig Warwickban él, Sussex County-ban, ahol egy közösségi központot tartanak fenn.

#### Elválás Pennsylvaniától
Delaware lakossága vonakodott a Barátok Társasága vagy a kvékerek vezetésétől (a vallásos testület, ami Philadelphiát uralta), és féltek a gyors gazdasági növekedéstől. Nehezteltek továbbá Penn kudarca miatt, hogy nem sikerült elég védelmet biztosítania Lord Baltimore emberei és a partvonal menti településeket terrorizáló kalózok támadásai ellen. Végül a viszály az alsó megyék képviselete fölött ahhoz vezetett, hogy Delaware kialakított egy új, független gyűlést. Az első gyűlést New Castle-ban tartották, 1704-ben. Attól az időponttól a Delaware-i gyűlés hozta meg az alsó három megye törvényeit – gyakorlatilag külön gyarmattá vált, Pennsylvania kormányzójának vezetésével. A saját gyűléssel a delaware-i lakosság biztosította a gyarmat fejlődését.

### A18. század
A három megye virágzott a 18. században. A gazdálkodás volt a fő foglalkozás, de sokan foglalkoztak halászattal, és kis kézműves vállalkozásokkal, mint háztartási cikkek és hordók készítése. Malmok, cserzőműhelyek és sok más kis műhelyek alakultak Delaware északi részén, a kis patakok mentén, amely bőséges vízi erőt biztosított. A hajógyártás virágzott Wilmingtonban, és még számos városban. Gabona, faanyag, tejtermékek, és más élelmiszert exportáltak a déli gyarmatokba, Nyugat-Indiába és Európába.

## Népesség

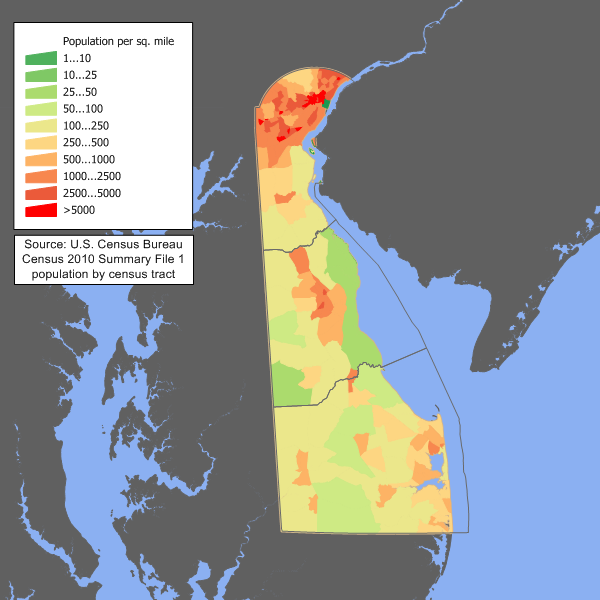
Delaware népsűrűségi térképe

| Lakosok száma | 202 322 | 223 003 | 266 505 | 318 085 | 446 292 | 594 338 | 666 168 | 783 600 | 945 934 | 989 948 |
|               | 1910    | 1920    | 1940    | 1950    | 1960    | 1980    | 1990    | 2000    | 2015    | 2020    |

### Legnagyobb városok

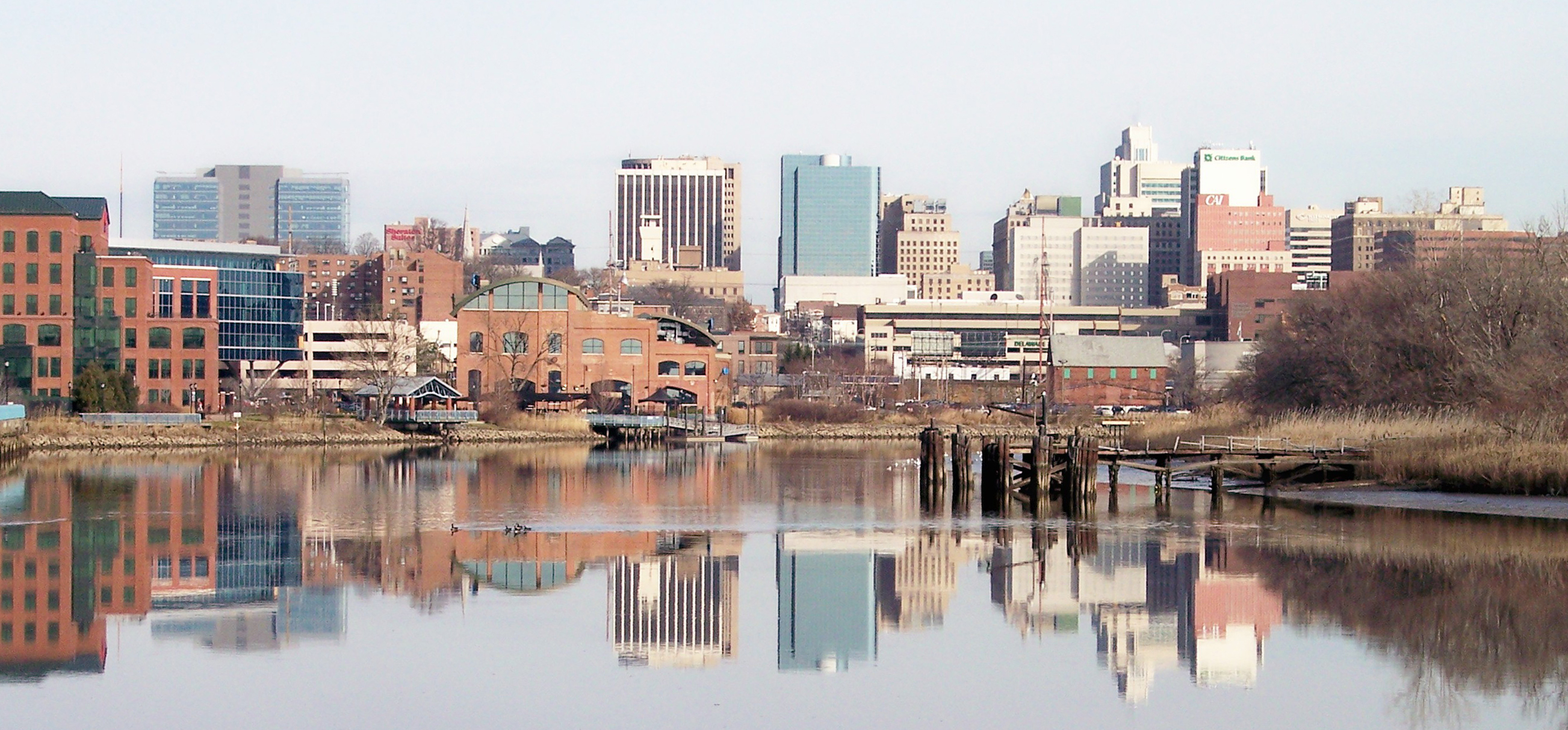
Wilmington

Legnagyobb városok (zárójelben a 2010-es népesség, fő):
- Wilmington (70 851)
- Dover (36 047)
- Newark (31 454)
- Middletown (18 871)
- Smyrna (10 023)
- Milford (9 559)
- Seaford (6 928)
- Georgetown (6 422)
- Elsmere (6 131)

## Közigazgatás

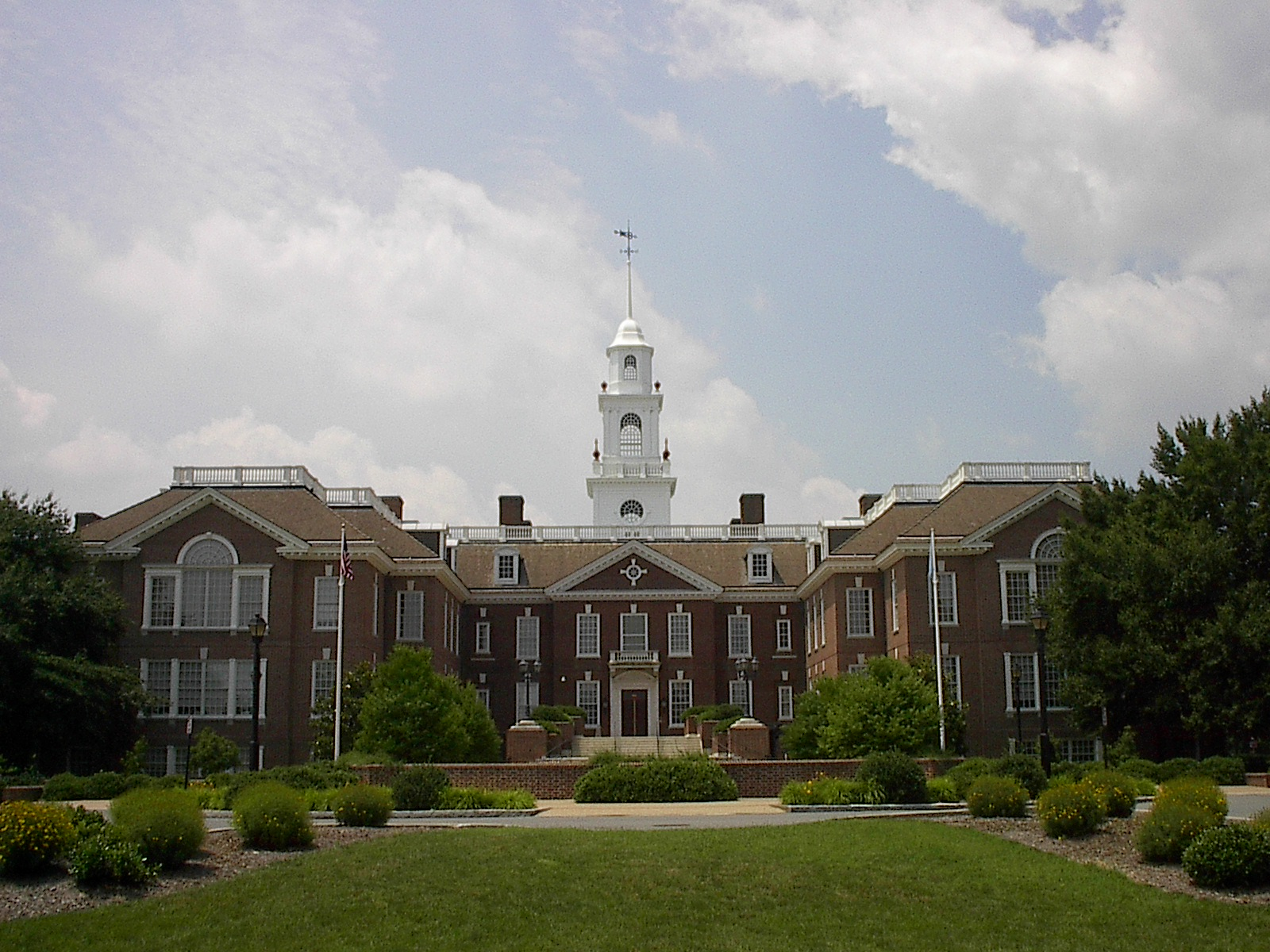
Delaware állam Capitoliuma Doverben

Az állam három megyéből áll.

## Gazdaság

### Mezőgazdaság
Legfontosabb termékei:
- baromfi,
- tejtermékek,
- kukorica,
- szója.

### Ipar
Legfontosabb iparága  a vegyipar.

### Pénzügyi szektor
Adóparadicsom.